# Balduino de Bélgica
Balduino de Bélgica (en francés: Baudouin Albert Charles Léopold Axel Marie Gustave de Saxe-Cobourg et Gotha; Laeken, Bruselas, 7 de septiembre de 1930-Playa Granada, Motril, Granada, 31 de julio de 1993) fue el quinto rey de los belgas desde la abdicación de su padre Leopoldo III en 1951 hasta su fallecimiento en 1993.
Casado desde 1960 con la aristócrata española Fabiola de Mora y Aragón, su hermano menor le sucedió con el nombre de Alberto II.

## Vida y reinado
Era hijo del rey Leopoldo III y de su primera esposa, la princesa Astrid de Suecia. Se convirtió en quinto rey de los belgas por la abdicación de su padre el 16 de julio de 1951, y reinó hasta su muerte. El 15 de diciembre de 1960 contrajo matrimonio en la catedral de San Miguel y Santa Gúdula de Bruselas con la aristócrata española Fabiola de Mora y Aragón, la ceremonia fue oficiada por el cardenal italiano Giuseppe Siri. De este matrimonio no tuvo descendencia.
Durante su reinado se produjo la independencia del Congo (en 1960), Ruanda y Burundi (en 1962) que puso fin al estatus de Bélgica como potencia colonial.

### Oposición a la Ley del Aborto

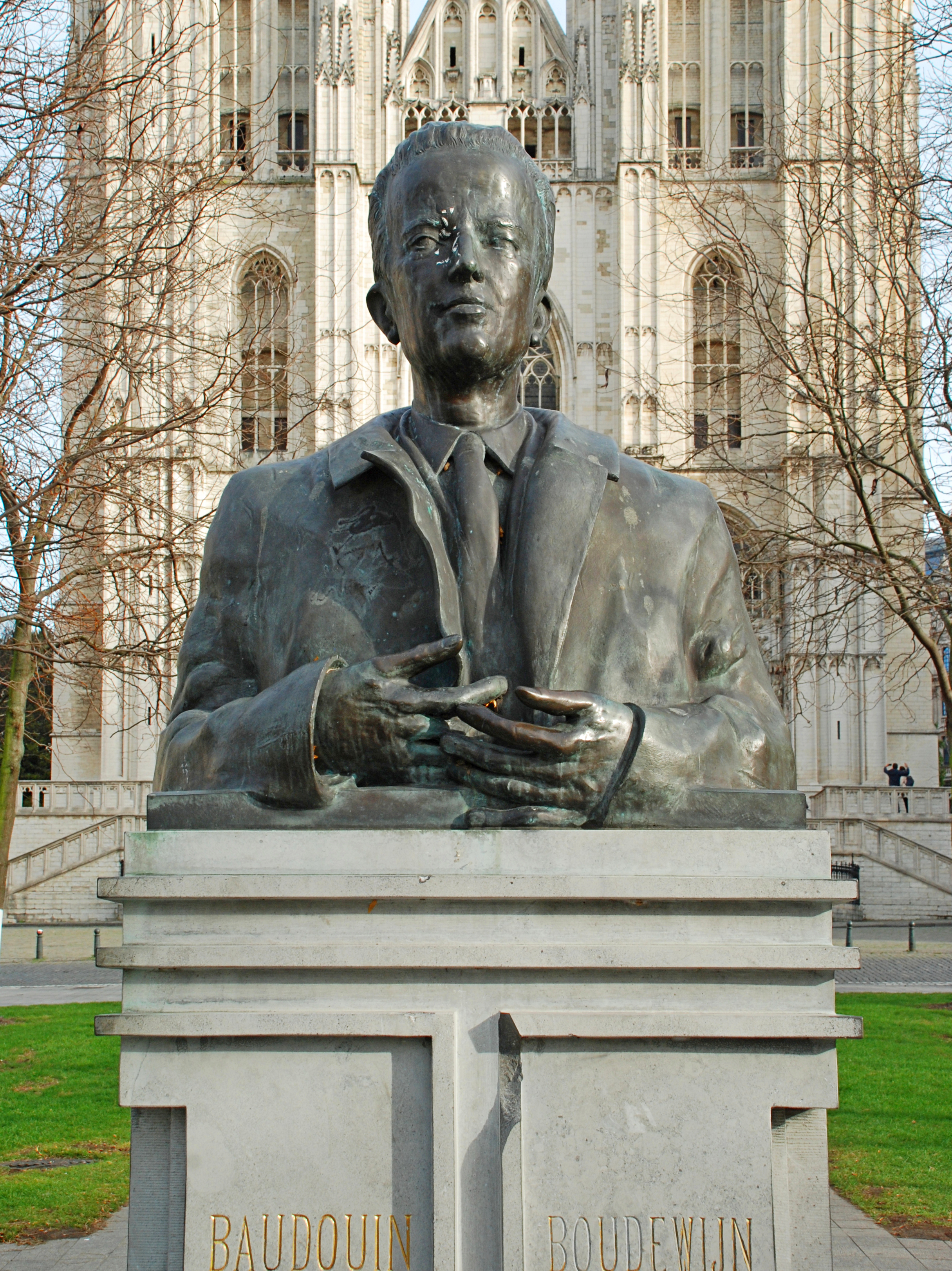
La estatua del rey Balduino frente a la Catedral de Bruselas.

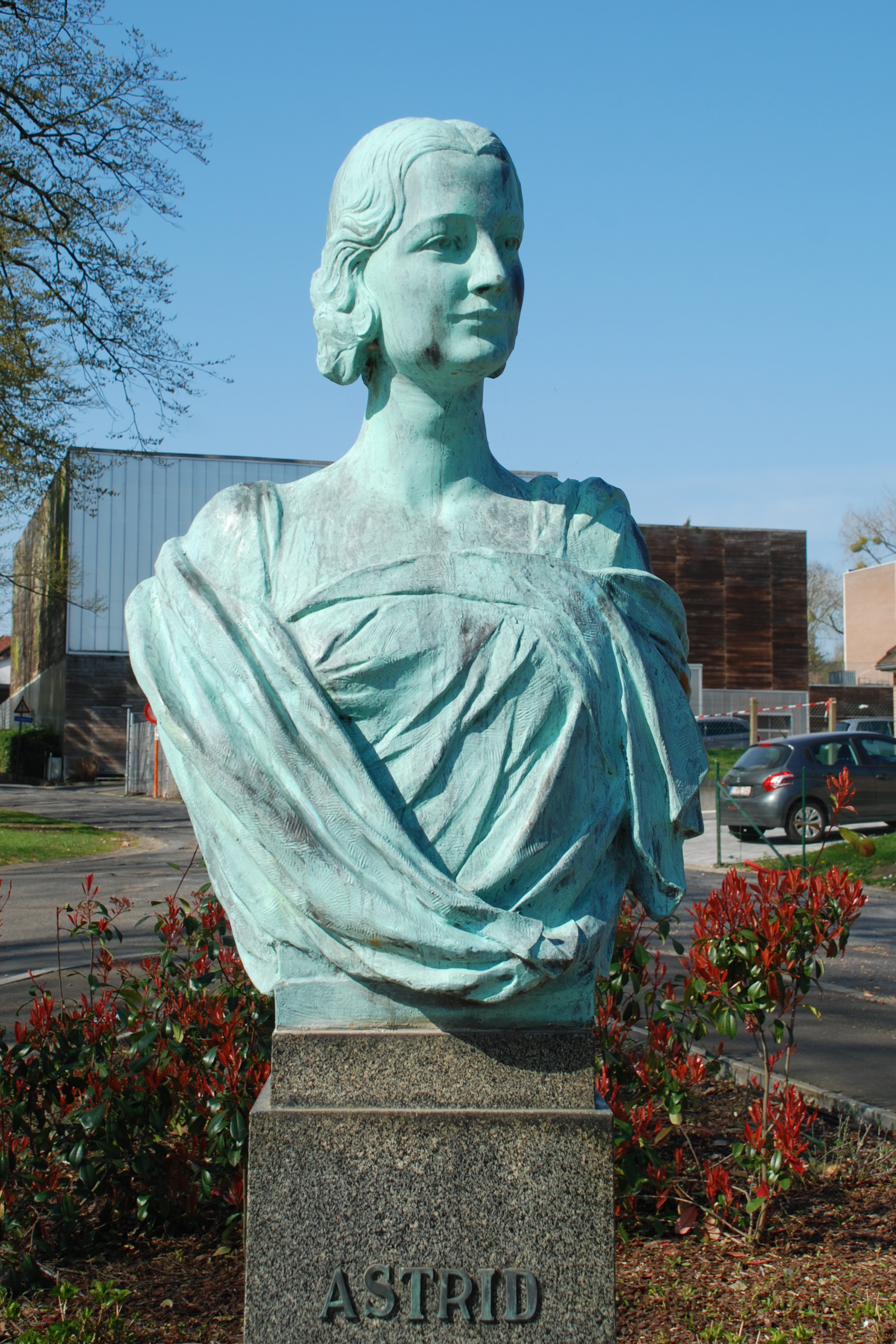
La reina Astrid, madre de Balduino (busto en Court-Saint-Étienne).

En 1990 el Parlamento, en acuerdo con el Gobierno, aprobó una ley propuesta por Roger Lallemand y Lucienne Herman-Michielsens, que ampliaba los supuestos legales del aborto. Sin embargo, el 30 de marzo de 1990, el rey Balduino pidió al primer ministro Wilfried Martens la búsqueda de una solución constitucional al problema moral que le ocasionaba tener que firmar una ley que iba en contra de sus profundas convicciones cristianas, afirmando que "su conciencia no le permitía firmar la ley": un acto sin precedentes en la historia belga. 
Como en la mayoría de monarquías constitucionales modernas, el rey es el jefe de Estado y su sanción real (es decir, su firma en cada proyecto aprobado por el Parlamento) es necesaria para que una ley entre en vigor. Después de la Segunda Guerra Mundial, el afianzamiento de los principios democráticos hicieron que nunca un monarca pudiera rehusar su sanción, cayendo en desuso las facultades del rey para vetarlas.
Tras varios intentos por convencer al rey para que otorgase la sanción real, se adoptó una solución de compromiso: el 4 de abril el rey Balduino delegó en el gabinete el ejercicio de sus facultades, invocando el artículo 82 de la Constitución belga, que se refiere a "la incapacidad temporal para reinar del representante de la Corona". El Gobierno de Wilfried Martens asumió temporalmente la regencia; y en ejercicio de ella, el Consejo de Ministros firmó y sancionó la ley, la cual pudo entrar en vigor. Fue el gobierno el que decidió recurrir al artículo 82 de la Constitución, pero esa decisión fue aceptada por el rey.
El 5 de abril, por 245 votos a favor, 93 abstenciones, 57 parlamentarios ausentes y sin ningún voto en contra, el Parlamento de Bélgica declaró que había cesado la incapacidad temporal del rey Balduino, quien reasumió sus funciones como rey de los belgas.

## Muerte y sucesión
Falleció por un ataque cardíaco en julio de 1993 a los 62 años, mientras veraneaba en su residencia de Villa Astrida, en Playa Granada, Motril (España).  Fue enterrado en el Panteón Real de la Iglesia de Laeken (Bruselas). Es de destacar que su mujer Fabiola fue al funeral vestida de luto blanco por expreso deseo de su marido.
Le sucedió su hermano, con el nombre de Alberto II.

## Proceso de beatificación
En septiembre de 2024, el Papa Francisco concluyó su visita de estado a Bélgica con el anuncio del inicio del proceso de beatificación del rey Balduino. El pontífice destacó la valentía del monarca por oponerse a la ley que despenaliza el aborto en 1990, calificando dicha legislación como "asesina". Francisco oró ante la tumba del rey y expresó su esperanza de que su "ejemplo de hombre de fe ilumine a los gobernantes".
El 17 de diciembre de 2024, el Dicasterio para las Causas de los Santos del Vaticano abrió oficialmente la causa de beatificación y canonización del rey Balduino de Bélgica.

## Condecoraciones

Escudo de Armas con Collar de la Orden de Carlos III, Collar de la Orden de Isabel la Católica y Collar de la Orden del Toisón de Oro

### Condecoraciones belgas
- Gran Maestre de la Orden de Leopoldo ( Bélgica).
- Gran Maestre de la Orden de Leopoldo II ( Bélgica).
- Gran Maestre de la Orden de la Estrella Africana ( Bélgica).
- Gran Maestre de la Real Orden del León ( Bélgica).
- Gran Maestre de la Real Orden de la Corona ( Bélgica).

### Condecoraciones extranjeras
- Caballero del Collar de la Orden Ecuestre del Santo Sepulcro de Jerusalén ( Santa Sede).
- Caballero de la Suprema Orden de Cristo ( Santa Sede).
- Caballero de la Suprema Orden de la Santísima Anunciación ( Reino de Italia).
- Caballero de la Orden del Toisón de Oro ( España, 1960).
- Collar de la Orden de Carlos III ( España, 1978).
- Collar de la Orden de Isabel la Católica ( España, 1960).
- Caballero de la Orden de la Jarretera ( Reino Unido).